# Uwe Bossert

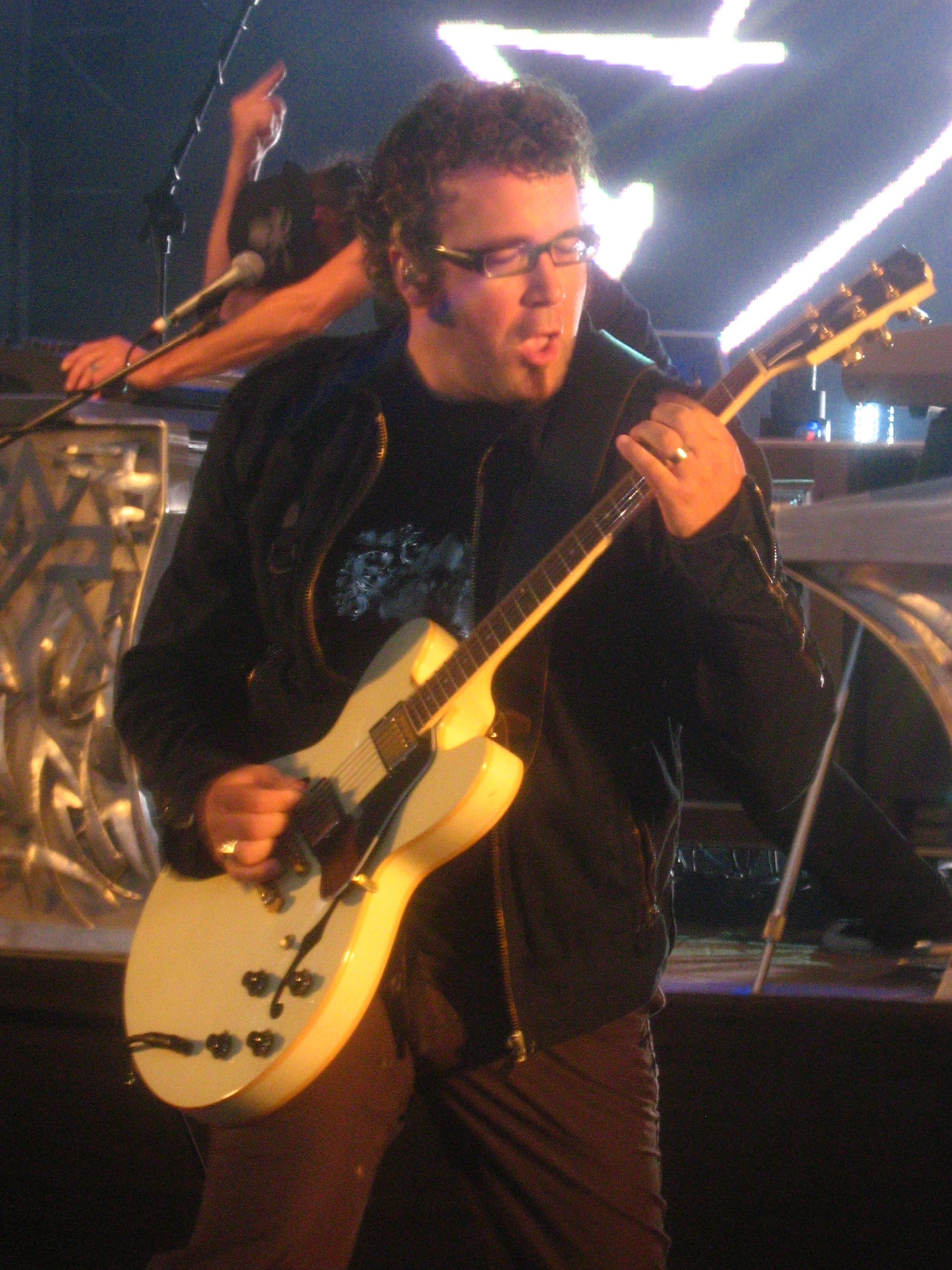
Uwe Bossert

Uwe Bossert (* 3. Oktober 1974 in Bamberg) ist ein deutscher Gitarrist der ehemaligen Band Reamonn sowie Produzent und Inhaber der Musikproduktionsfirma achtung music mit dem angeschlossenen Label achtung music records in München. Er ist Gründungsmitglied der Band Stereolove.

## Biografie
Uwe Bossert studierte Jazzgitarre am International Music College in Freiburg. Hier lernte er auch seine zukünftigen Bandkollegen kennen, mit denen er 1998 die Band Reamonn gründete. In ihrer elfjährigen Bandgeschichte brachten sie 4 Studioalben sowie ein Best-of-Album heraus.
Uwe Bossert ist außerdem Gründungsmitglied der Band Stereolove, die Ende 2010 ins Leben gerufen wurde. Sie besteht aus den Instrumentalisten der Band Reamonn sowie dem Sänger Thom Hanreich.
In den Jahren 2005, 2008 und 2009 produzierte Uwe Bossert gemeinsam mit Sebastian Padotzke, dem Keyboarder der Bands Reamonn & Stereolove, die drei Produktionsmusik-Alben „Berlin“, „Overdrive“ und „Africa de luxe“.
Um seiner Tätigkeit als Produzent uneingeschränkt nachgehen zu können, hat sich Uwe Bossert 2007 in einer seiner Wahlheimaten München ein eigenes Tonstudio eingerichtet, in dem er mit Songwritern und Musikern an seinen Produktionen arbeitet.
Uwe Bossert lebt derzeit in München und Berlin.

## Diskografie
Studioalben
- 2000: „Tuesday – Reamonn“
- 2001: „Dream No. 7 – Reamonn“
- 2003: „Beautiful Sky – Reamonn“
- 2005: „Berlin – Uwe Bossert & Sebastian Padotzke“
- 2006: „Wish – Reamonn“
- 2008: „Overdrive – Uwe Bossert & Sebastian Padotzke“
- 2008: „Reamonn – Reamonn“
- 2009: „Africa de luxe – Uwe Bossert & Sebastian Padotzke“
- 2010: „Eleven – Reamonn“
- 2011: „Fall oder Tanz – Drahtseilakt“
- 2012: „Stereo Loves You – Stereolove“
- 2015: „Boy A – Stereolove“